# Убить Билла. Фильм 1 (саундтрек)
«Уби́ть Би́лла. Фильм 1» саундтре́к (англ. Kill Bill Volume 1 Original Soundtrack) — саундтрек к первой части кинодилогии «Убить Билла» режиссёра Квентина Тарантино. Был выпущен 23 сентября 2003 года, достиг 45-й строчки в хит-параде Billboard 200 и 1-й в чарте Top Soundtracks. Саундтрек был организован и спродюсирован главным образом рэпером RZA из Wu-Tang Clan.

## Список композиций
| №  | Название композиции                | Исполнитель                                         | Длительность |
| -- | ---------------------------------- | --------------------------------------------------- | ------------ |
| 1  | «Bang Bang (My Baby Shot Me Down)» | Нэнси Синатра                                       | 2:40         |
| 2  | «That Certain Female»              | Чарли Физерс                                        | 3:02         |
| 3  | «The Grand Duel (Parte Prima)»     | Луис Бакалов                                        | 3:24         |
| 4  | «Twisted Nerve»                    | Бернард Херрман                                     | 1:27         |
| 5  | «Queen of the Crime Council»       | Люси Лью и Жюли Дрейфус (диалог)                    | 0:56         |
| 6  | «Ode to O-ren Ishii»               | RZA                                                 | 2:05         |
| 7  | «Run Fay Run»                      | Айзек Хейз                                          | 2:46         |
| 8  | «Green Hornet Theme»               | Ал Хирт                                             | 2:18         |
| 9  | «Battle Without Honor or Humanity» | Томоясу Хотэй                                       | 2:28         |
| 10 | «Don’t Let Me Be Misunderstood»    | Santa Esmeralda                                     | 10:29        |
| 11 | «Woo Hoo»                          | The 5.6.7.8’s                                       | 1:59         |
| 12 | «Crane/White Lightning»            | RZA и Чарльз Бернштейн                              | 1:37         |
| 13 | «The Flower of Carnage»            | Мэико Кадзи                                         | 3:52         |
| 14 | «The Lonely Shepherd»              | Георге Замфир Джеймс Ласт                           | 4:20         |
| 15 | «You’re My Wicked Life»            | Дэвид Кэррадайн, Жюли Дрейфус и Ума Турман (диалог) | 1:14         |
| 16 | «Ironside»                         | Куинси Джонс                                        | 0:16         |
| 17 | «Super 16»                         | Neu!                                                | 1:06         |
| 18 | «Yakuza Oren 1»                    | RZA                                                 | 0:22         |
| 19 | «Banister Fight»                   | RZA                                                 | 0:21         |
| 20 | «Flip Sting»                       | звуковой эффект                                     | 0:04         |
| 21 | «Sword Swings»                     | звуковой эффект                                     | 0:05         |
| 22 | «Axe Throws»                       | звуковой эффект                                     | 0:11         |

## Композиции, не вошедшие в саундтрек
| №  | Название композиции                        | Исполнитель       |
| -- | ------------------------------------------ | ----------------- |
| 1  | «Seven Notes in Black»                     | Винс Темпера      |
| 2  | «Truck Turner Theme»                       | Айзек Хейз        |
| 3  | «A Long Day of Vengeance»                  | Армандо Тровайоли |
| 4  | «Kaifuku Suru Kizu (The Wound That Heals)» | Lily Chou-Chou    |
| 5  | «I’m Blue»                                 | The 5.6.7.8’s     |
| 6  | «I Walk Like Jayne Mansfield»              | The 5.6.7.8’s     |
| 7  | «From Man to Man»                          | Эннио Морриконе   |
| 8  | «Kenka Karate Kyokushin Ken Opening Theme» |                   |
| 9  | «Nobody but Me»                            | The Human Beinz   |
| 10 | «Police Check Point»                       | Гарри Беттс       |
| 11 | «Yagyu Conspiracy»                         | Toshiaki Tsushima |
| 12 | «Funky Fanfare»                            | Кейт Мэнсфилд     |
| 13 | «I Giorni Dell’Ira»                        | Риц Ортолани      |